# Verwaltungsgemeinschaft Rötha

Lage der Verwaltungsgemeinschaft im Landkreis Leipzig

Die Verwaltungsgemeinschaft Rötha war eine Verwaltungsgemeinschaft im Freistaat Sachsen im Landkreis Leipzig. Sie lag im Zentrum des Landkreises, zirka 20 km südlich der Stadt Leipzig und zirka 10 km nordwestlich der Kreisstadt Borna. Das Gemeinschaftsgebiet liegt in der Leipziger Tieflandsbucht im neu erschlossenen Leipziger Neuseenland. Die Bundesstraße 95 führt vierspurig durch das Gemeinschaftsgebiet. Die Bundesautobahn 38 ist zirka 10 km entfernt.
Am 1. August 2015 wurde die Gemeinde Espenhain in die Stadt Rötha eingemeindet, damit wurde gleichzeitig diese Verwaltungsgemeinschaft aufgelöst. Letzter Verwaltungsvorsitzender war Ditmar Haym.

## Die Gemeinden mit ihren Ortsteilen
- Rötha
- Espenhain mit den Ortsteilen Espenhain, Mölbis, Oelzschau und Pötzschau